# Heure d'équivalence
L'heure d'équivalence, ou « horaire d'équivalence », est, dans le droit du travail en France, une comptabilisation du temps de travail, applicable dans certains secteurs d'activité, dérogeant à la durée légale du travail afin de tenir compte de période d'inaction. La durée équivalente (par exemple 39 heures au lieu de 35) devient le seuil de déclenchement des heures supplémentaires.

## Cadre légal
Selon la loi, l'instauration d'un tel système suppose que la profession et les emplois visés comportent des périodes d'inaction.
Ainsi, le texte instaurant cette équivalence dans un secteur déterminé doit préciser les emplois concernés et ne peut viser l'ensemble des salariés de ce secteur sans limiter l'institution de ce régime d'équivalence à ceux des emplois de ces professions qui comportent des périodes d'inaction.
La loi prévoit deux modalités d'instauration des heures d'équivalence :
- par décret, pris après conclusion d'une convention ou d'un accord de branche ;
- par décret en Conseil d'État, en l'absence de texte conventionnel.

## Principe
Il consiste à considérer que toutes les heures de présence au sein de l'entreprise par le salarié ne correspondent pas totalement à du temps de travail effectif. Cette équivalence est expliquée par le temps d'inaction où le salarié « attend le client ».
De même, pour les travailleurs qui effectuent des périodes de garde, il est possible de distinguer les heures de présence sur le lieu de travail, et les heures de travail effectif.  

## Secteurs concernés
(liste non exhaustive)
- commerce de détail des fruits et légumes, épicerie et produits laitiers
- établissements du secteur sanitaire et social comportant un hébergement et gérés par des personnes privées à but non lucratif[3].
- enseignement privé hors contrat
- sapeurs-pompiers professionnels[4]

S'agissant du secteur de la restauration, depuis la décision du Conseil d'État du 18 octobre 2006 et la signature de l'avenant no 2 du 5 février 2007 de la convention collective nationale des hôtels, cafés restaurants, il n'y a plus d'équivalence dans ce secteur.
- Production cinématographique

## Limitations
Le calcul d'heures équivalentes ne s'applique qu'aux salariés employés à temps plein. Cette stipulation est inscrite dans les conventions collectives telles que celle des hôtels, cafés et restaurants, et est également confirmée par la jurisprudence.
Les heures d'équivalence ne concernent normalement que certaines activités, et non pas toutes les professions d'une branche.
La Cour de justice de l'Union européenne (CJUE) a condamné la France pour l'incompatibilité de ces heures avec le droit européen en matière de calcul de durée maximale de travail. Mais ces heures restent toujours compatibles avec le mode de calcul de paiement, la CJCE ne connaissant pas les « heures supplémentaires ». La jurisprudence s'est alignée sur cette différence entre horaires supplémentaires et horaires de travail maximum.